# ميناموتو (عشيرة)

كامون عشيرة ميناموتو.

عشيرة ميناموتو (باليابانية: 源氏 ميناموتوجي، وتلفظ أيضاً "غينجي")) كانت أحد العشائر اليابانية التي منحت لقبها من قبل أباطرة اليابان في فترة هييآن (794 - 1185).
كانت ميناموتو أحد أكبر أربع عشائر (بالإضافة إلى فوجيوارا، تايرا، تاتشيبانا) سيطرت على سياسة اليابان في فترة هييآن.
كان أول الأباطرة الذي بدأ بمنح لقب ميناموتو هو الإمبراطور ساغا، تلاه الإمبراطور سيوا، الإمبراطور موراكامي، الإمبراطور أودا، الإمبراطور دايغو.

## أعلام
- ميناموتو نو يوريتومو
- ميناموتو نو يوشي-تسونه

## اقرأ أيضاً
- تاريخ اليابان